# Église Sainte-Croix de Tunis
L'église Sainte-Croix de Tunis, située dans la médina de Tunis en Tunisie, est une église catholique construite en 1837 avant l'instauration du protectorat français. Cédée au gouvernement tunisien en 1964, elle abrite désormais des bureaux de la municipalité.

## Premiers édifices
L'installation d'importants bagnes d'esclaves chrétiens capturés à l'époque de la course est à l'origine de la construction des premières chapelles depuis la disparition des communautés chrétiennes au XIe siècle. En 1647, Jean Le Vacher arrive à Tunis envoyé par Vincent de Paul pour apporter un secours spirituel aux nombreux prisonniers chrétiens retenus dans la capitale. Dynamique, il fait construire le consulat de France dans un bâtiment acheté par la duchesse d'Aiguillon sur l'insistance de Vincent de Paul. Il y aménage une chapelle dédiée à saint Louis et réservée aux seuls Français. Dans le même temps, il installe douze chapelles dans les fondouks où sont retenus les captifs chrétiens, y compris le plus important d'entre eux, le bagne de Sainte-Croix. En 1662, il crée la paroisse de Sainte-Croix qui regroupe tous les lieux de culte catholiques de Tunisie dont il transfère l'administration aux Frères mineurs capucins.
En 1720, le père Francesco Ximenez de l'ordre des Trinitaires reçoit l'autorisation de bâtir un hôpital à proximité du bagne de Sainte-Croix. Le bâtiment est inauguré le 23 juin 1723. L'établissement reste en activité pendant près d'un siècle sous le nom d'« Hôpital royal de saint Jean de Matha », recueillant et soignant les esclaves chrétiens et accueillant les fidèles dans sa chapelle. Les difficultés financières de l'ordre ainsi que l'interdiction de l'esclavage en 1816 entraînent la désaffectation de l'hôpital qui est racheté par le préfet apostolique de la paroisse de Sainte-Croix.

## Construction de l'église
L'augmentation de la population chrétienne rend nécessaire la construction d'un lieu de culte plus vaste que les petites chapelles qui avaient été édifiées à destination des esclaves chrétiens. Le 3 septembre 1833, Hussein II Bey autorise le père Louis de Marsala à acquérir l'hôpital des Trinitaires afin de continuer à y célébrer le culte catholique dans la chapelle de l'établissement en échange d'une rente annuelle de 1 000 piastres.
Celle-ci est bien trop petite face à l'afflux de fidèles. Il est donc décidé de l'agrandir mais, faute d'argent, les travaux traînent en longueur. Ils s'achèvent en 1837 grâce aux dons de l'Œuvre de la propagation de la foi (600 écus romains), du conseiller du bey Giuseppe Raffo (16 000 piastres) et des Européens de la ville (800 piastres). L'église est finalement bénie le 31 décembre.
En souvenir de la chapelle des capucins installée dans l'ancien bagne de Sainte-Croix, le nom est repris pour baptiser le nouveau lieu de culte.

## Historique de l'église
Dépourvu de tout signe religieux à l'extérieur pour ne pas froisser la population locale, le bâtiment connaît rapidement des problèmes de structure et d'entretien comme en témoigne Armand de Flaux qui la visite en 1861 : 
« L'église catholique, quoique grande et bâtie avec art, est sale et mal tenue, ses murs, tout crevassés, menacent ruines. Les tableaux et les objets religieux qui la décorent sont d'une médiocrité révoltante et qui nuit beaucoup à la majesté de ces lieux saints […] L'église située dans la plus belle rue est habituellement masquée par des maisons de marchands, la susceptibilité musulmane a exigé qu'aucun ornement, aucun indice même ne la désignât à l'attention du passant. Les cloches sont muettes, le couloir qui conduit à la cour sur laquelle s'ouvre la porte d'entrée est si obscur et si étroit que j'avais passé cent fois devant elle sans soupçonner son existence ; je ne l'aurais probablement jamais vue si je n'y avais été conduit par mon interprète. Autant l'extérieur est caché autant l'intérieur porte la trace de l'abandon et de la misère. »
Construite « trop économiquement, par un maître maçon lombard, sans architecte », l'édifice menace rapidement ruine et nécessite des renforts au point que beaucoup de familles refusent de s'y rendre. Le nouveau vicaire apostolique, Mgr Fidèle Sutter, décide d'entreprendre des travaux de consolidation et d'agrandissement et une maison adjacente est achetée. Les travaux commencent en juin 1862. La voûte de la nef, faite en terrasse, est remplacée par un toit de tuiles. La longueur de l'édifice est portée de 24 à 34 mètres alors que sa largeur reste fixée à 12,85 mètres, sans compter trois chapelles et la sacristie construites sur l'emplacement de la maison acquise au début des travaux. Le nouvel édifice est achevé en 1865.
En 1884, le feu prend dans l'église mais les dégâts sont rapidement effacés comme en témoigne Victor Guérin qui la visite en 1885. Il faut tout de même restaurer les quatre autels endommagés par les flammes, dédiés à saint Joseph, saint François, à la Vierge Marie et au Sacré-Cœur.
La Tunisie est alors un protectorat français depuis 1881. Cette nouvelle donne a des conséquences sur l'administration spirituelle du pays. Les prêtres capucins qui en avaient le monopole doivent partir. Les derniers à quitter le pays en 1891 sont les prêtres de l'église Sainte-Croix qui laissent la place à des prêtres séculiers.
L'arrivée de nombreuses familles chrétiennes originaires de Malte ou d'Italie renforce la ferveur populaire dans ce quartier peuplé de familles pauvres. L'église est bientôt ornée d'une soixantaine de statues de saints français, siciliens ou maltais dont certaines culminent à 2,40 mètres (Melchisédech, Élie et Siméon). Les plus vénérées sont celles de sainte Rita, Notre-Dame de Trapani, san Salvador d'Horta, du Sacré-Cœur et de l'Enfant Jésus de Prague. Même les femmes musulmanes viennent prier devant la statue de Notre-Dame de Lourdes présente dans le patio à l'entrée de l'église où on a reconstitué la grotte de Massabielle.
En 1909, on inaugure le nouvel autel du Sacré-Cœur. Construit en marbre de Carrare, il est soutenu par six colonnes en onyx de Mateur. Les armoiries du Sacré-Cœur y sont reproduites dans sa partie médiane. On y trouve également deux reliquaires contenant les reliques de quinze martyrs, « don gracieux d'une famille maltaise qui les avait apportées de Malte à la fin du XVIIIe siècle avec les certificats prouvant leur authenticité ». Les carreaux de faïence de la chapelle abritant l'autel sont également remplacés par du marbre de Carrare et des dessins reproduisant une inscription trouvée dans les fouilles de Carthage et portant les noms des quinze martyrs sont placés sous la corniche.
En 1918, on aménage un accès direct sur la rue adjacente qui prend le nom de « rue de l'Église ». Un portail monumental est construit, faisant oublier l'époque où l'édifice se devait d'être invisible.

## Architecture de l'église
Dépourvue de transept, l'église de Sainte-Croix est composée d'une nef principale et de deux bas-côtés dont elle est séparée par des arcs en plein cintre reposant sur huit colonnes de marbre coiffées de chapiteaux romains ioniques. Un même motif décoratif orne les clés d'arc et les impostes supportant les corbeaux, sur lesquels s'appuie une galerie de circulation surplombant la nef dont elle est séparée par une balustrade en fer forgé.
L'église est éclairée par douze fenêtres, six de chaque côté, uniquement accessibles depuis la galerie supérieure. Actuellement pourvues de vitres transparentes, elles accueillaient sans doute des vitraux à l'origine.
L'ensemble de la nef est couvert par des voûtes d'arêtes dont les retombées s'appuient sur des pilastres intercalés entre les fenêtres. Le même système est utilisé pour le plafond des bas-côtés mais les pilastres sont ornés de chapiteaux doriques. Cette architecture aurait pu être utilisée pour ouvrir des fenêtres si l'église n'avait pas été insérée entre les maisons de la médina. On a donc fait le choix d'aménager des niches propices à l'installation des nombreuses statues dont l'église était pourvue. Au bout des bas-côtés, on trouve deux chapelles installées de part et d'autre du chœur.
Un arc triomphal sépare la nef du chœur de forme rectangulaire. Comme pour la nef, une couverture en voûte d'arête a été utilisée, ce qui a permis d'aménager quatre fenêtres en partie haute. Deux fenêtres latérales en partie basse complètent l'éclairage de cette partie de l'édifice. On y trouve également deux pilastres surmontés de chapiteaux en forme de stalactite soutenant une sorte d'entablement composé d'une architrave, d'une frise sans ornementation et d'une corniche supportée par de petites consoles.
L'église a conservé son clocher mais, construit en retrait de la rue au dessus de l'abside, il est difficilement visible. En 2001, il abritait encore « des cloches en acier, soulevées par des poutres en bois. Le sol est revêtu d'un carrelage rouge brique avec des trous de différentes tailles dans le sol, qui permettent le passage des cordons des cloches ».
|      | Baptêmes | Mariages | Sépultures |
| ---- | -------- | -------- | ---------- |
| 1900 | 448      | 67       | 189        |
| 1910 | 584      | 110      | 262        |
| 1920 | 449      | 167      | 200        |
| 1930 | 402      | 136      | 182        |
| 1940 | 298      | 84       | 131        |
| 1950 | 278      | 130      | 121        |
| 1960 | 78       | 39       | 45         |

## Bâtiment après l'indépendance

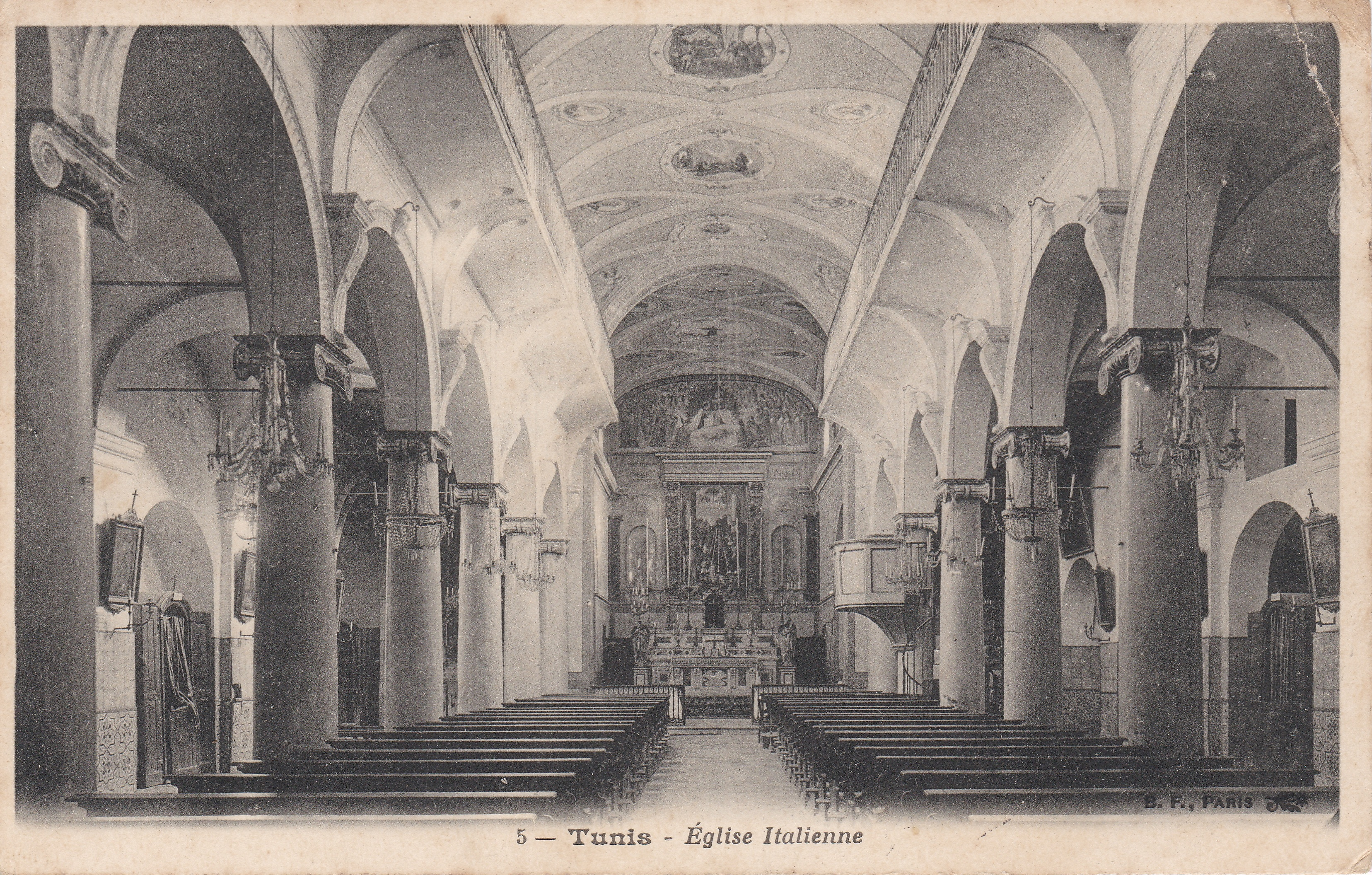
Ancienne carte postale représentant l'intérieur de l'église.

L'indépendance de la Tunisie en 1956 provoque le départ progressif de beaucoup de familles européennes mais l'affluence aux offices est toujours très élevée : « Les cloches servaient de réveille-matin à beaucoup d'habitants du quartier. L'angélus était sonné à 5 h 30 le matin puis le soir. Chaque dimanche, 4 ou 5 messes étaient célébrées, regroupant un bon millier de pratiquants. Ceci durera jusqu'en 1964, date de la fermeture de l'église. À cette date là, il y avait encore quelque 35 mariages et des dizaines de baptêmes et de sépultures ».
À l'annonce des négociations entre le gouvernement tunisien et le Vatican au sujet de l'avenir de l'église catholique dans le pays, un groupe de réflexion composé des prêtres de la paroisse de Sainte-Croix suggère de céder la cathédrale Saint-Vincent-de-Paul de Tunis, beaucoup trop voyante pour un pays musulman, pour conserver l'église Sainte-Croix, première église du pays et discrètement insérée dans la médina, mais leur démarche reste sans résultat.
L'église est finalement fermée à l'occasion du modus vivendi signé entre le gouvernement tunisien et le Vatican le 10 juillet 1964. Le bâtiment est cédé gratuitement avec l'assurance qu'il ne sera utilisé qu'à des fins d'intérêt public compatibles avec son ancienne destination. La rue de l'église est débaptisée pour prendre le nom de la mosquée Zitouna (Jemaâ Ezzitouna).
L'édifice est reconverti pour abriter les services municipaux du quartier et son presbytère est mis à disposition des compagnies théâtrales et de commerces artisanaux. Le 16 mai 2007, un protocole d'accord est signé entre les gouvernements italien et tunisien. L'Association de sauvegarde de la médina de Tunis est chargée des études pour la restauration et l'aménagement du presbytère en un Centre méditerranéen des arts appliqués. Dix ans plus tard, ce nouvel espace est inauguré le 3 octobre 2017 et propose désormais un centre d'artisanat, d'expositions, de formation et d'attraction culturelle.

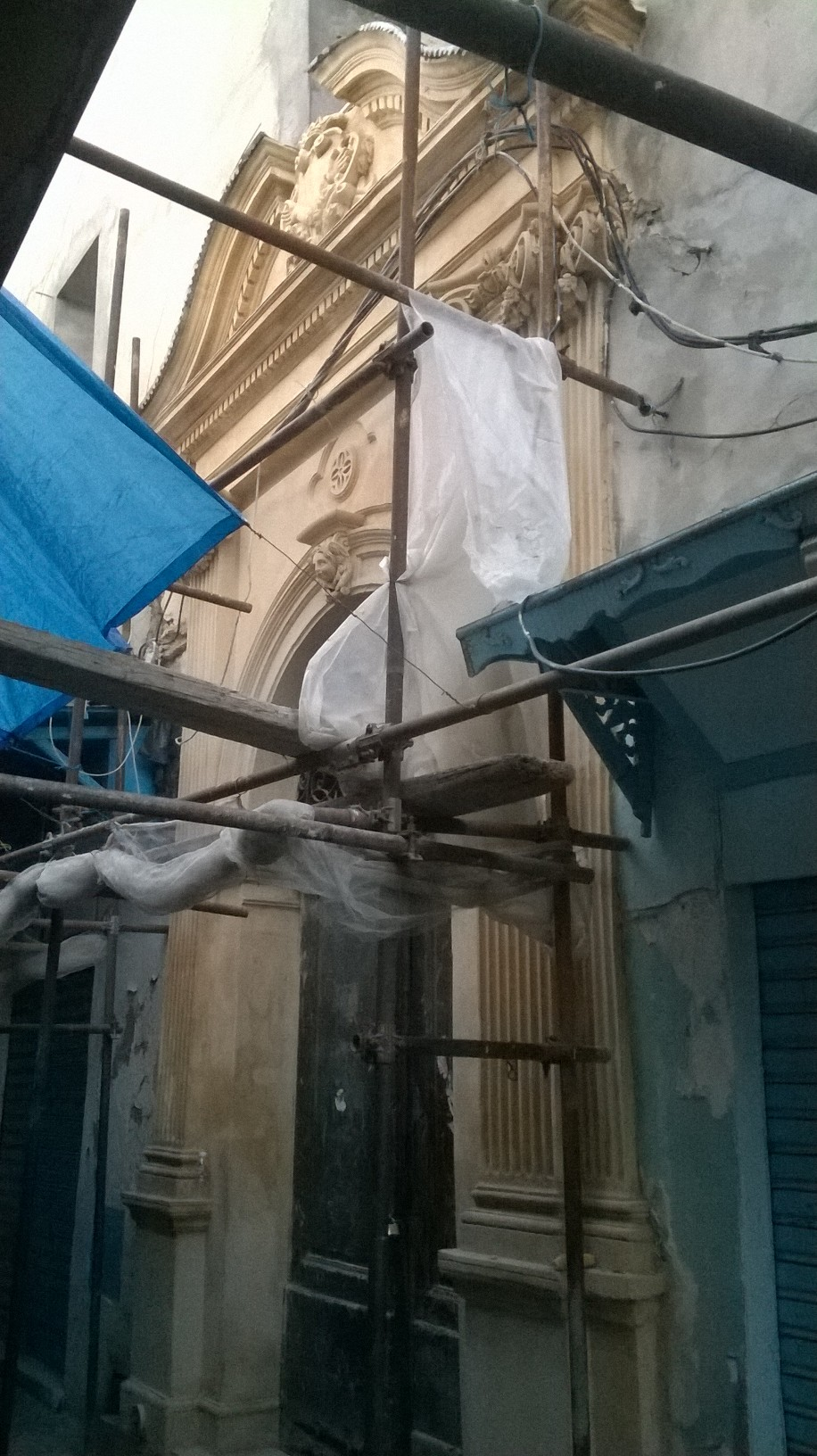
Portail d'accès de l'église.
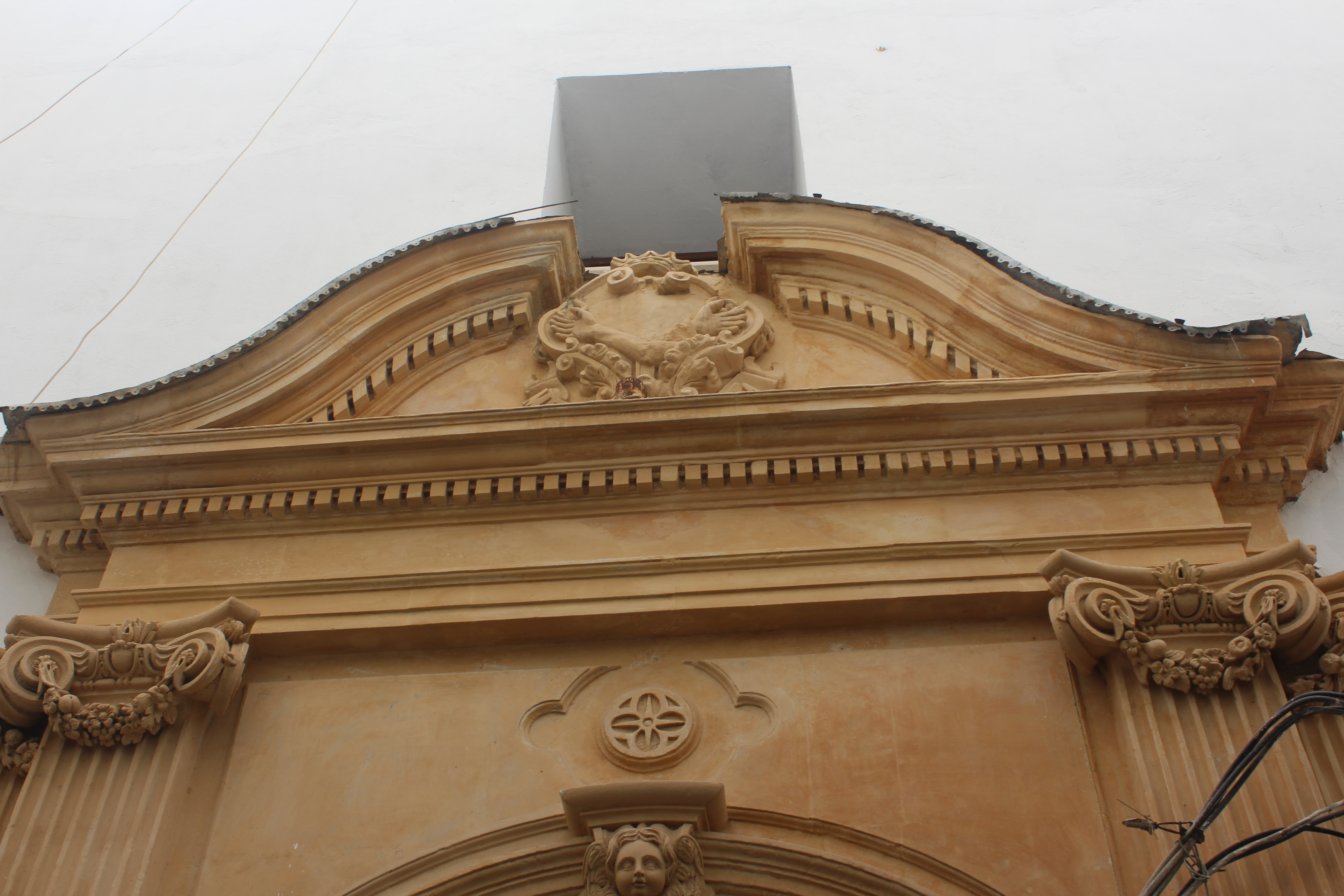
Partie supérieure du portail d'accès.
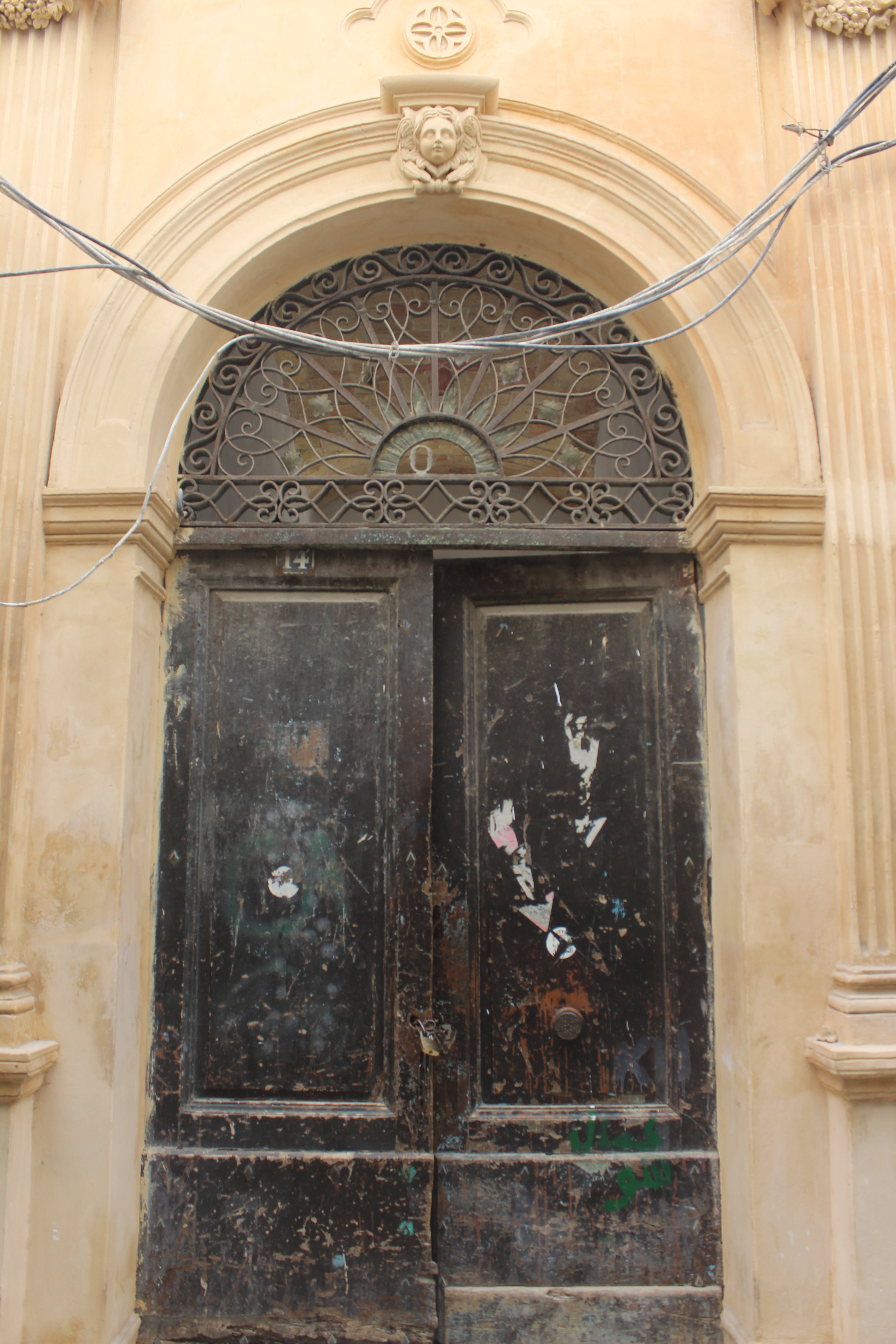
Porte d'accès du presbytère.
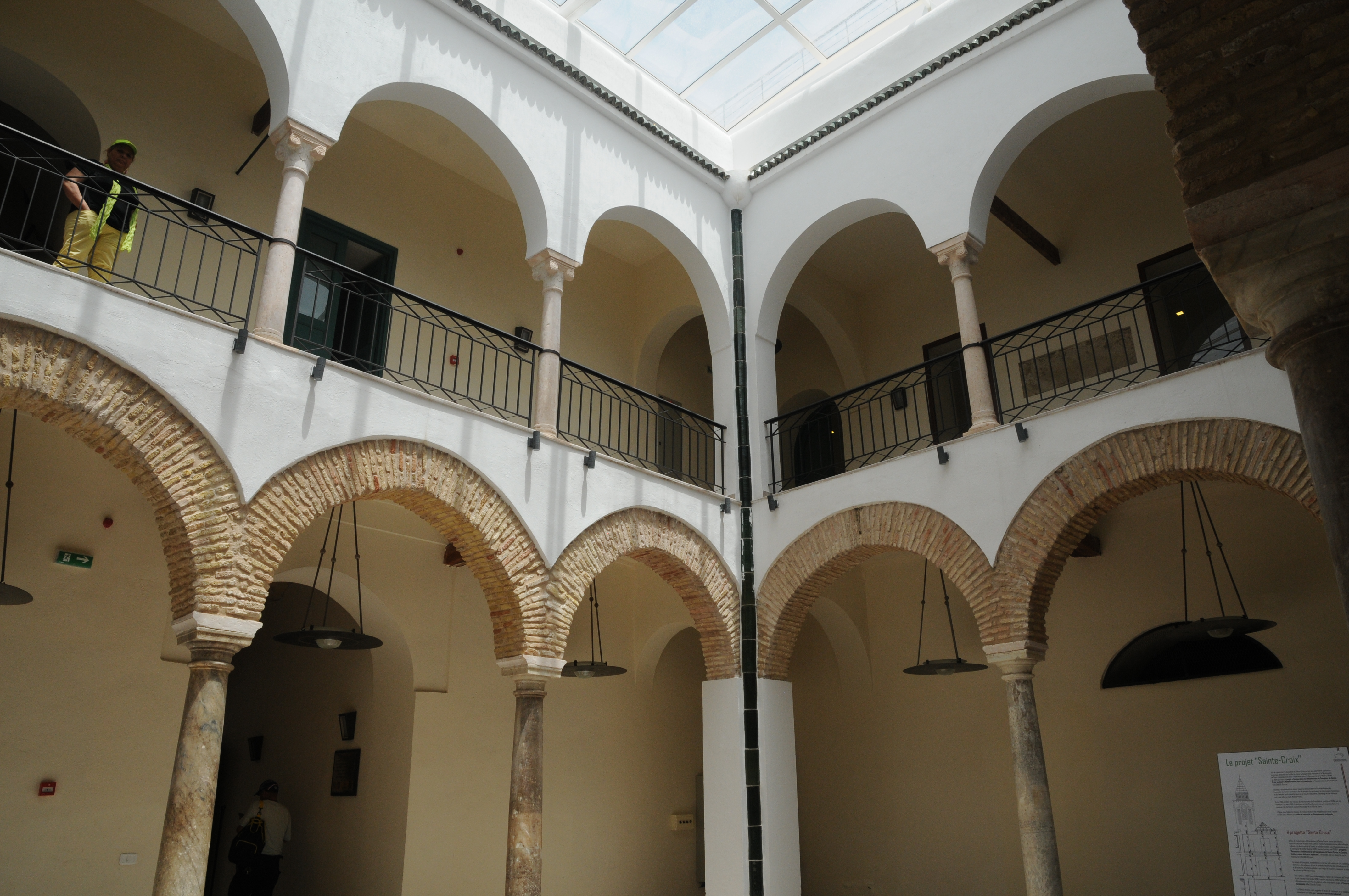
Cour du presbytère.
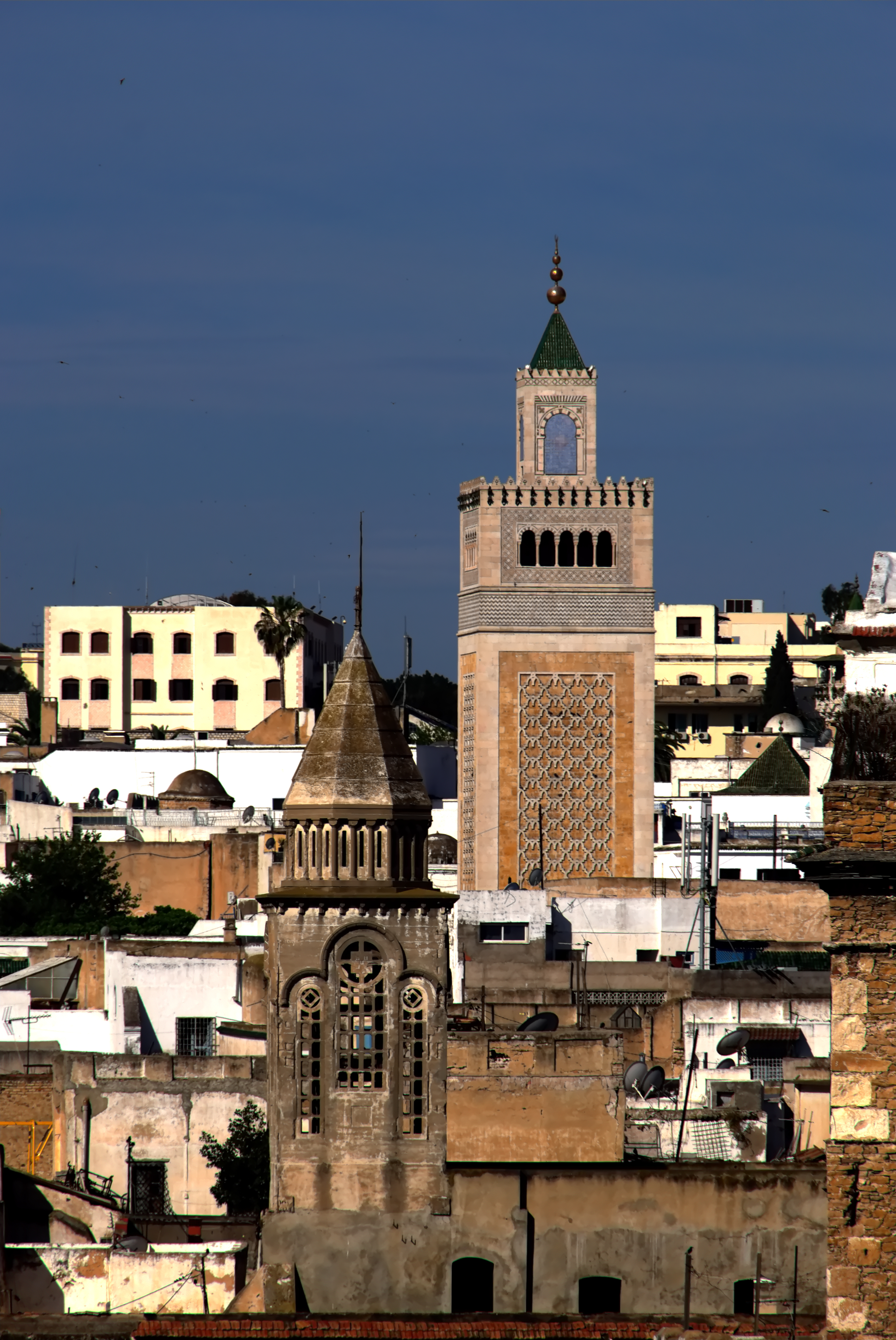
Vue du clocher et du minaret de la mosquée Zitouna.
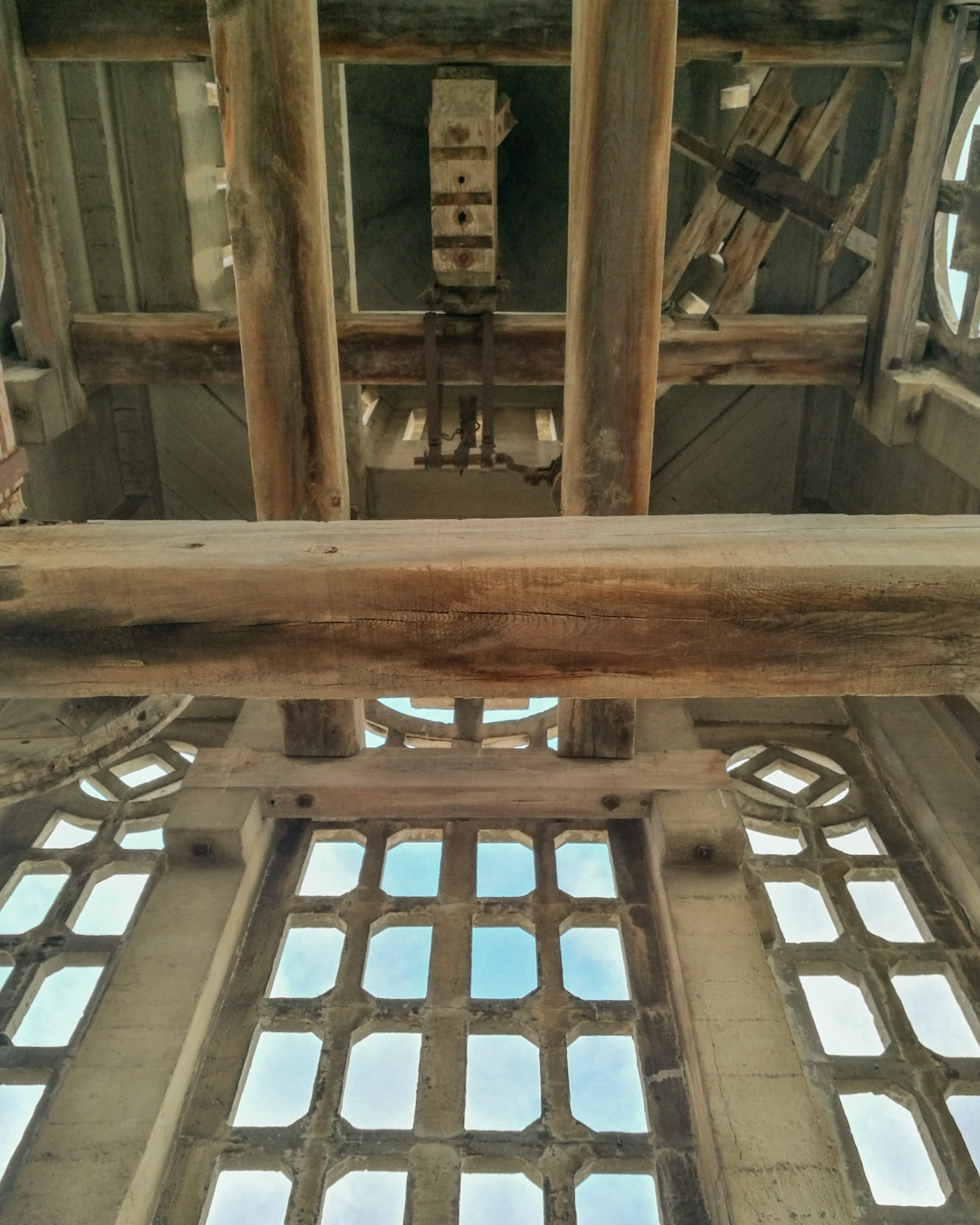
Intérieur du clocher.

## Prélats responsables de la paroisse
- Mgr Tournier (1891-?) ;
- Abbé Maitti (?-?) ;
- Abbé Bompard (?-1897) ;
- Mgr Chatelain (1897-1924) ;
- Mgr Bedu (1924-1926) ;
- Mgr Morlaix (1926-1943) ;
- Mgr Bonjean (1944-?).